# Klubi Sportiv Kastrioti Krujë
El Klubi Sportiv Kastrioti Krujë es un club de fútbol albanés con sede en la ciudad de Krujë. Su estadio es el Stadiumi Kastrioti, que tiene una capacidad de 10 000 espectadores y actualmente compiten en la Kategoria e Parë.

## Historia

### Comienzos del club
El club fue fundado en 1926 como la ciudad del principal club deportivo de Krujë. Durante un breve período en 1949, el club se disolvió, pero se restableció rápidamente bajo el nombre de la ciudad, Krujë. Dos años más tarde, en 1951, el club pasó a llamarse Puna Krujë antes de volver a convertirlo simplemente en Krujë nuevamente en 1958, al que agregaron más tarde Kastrioti, en honor a la familia Kastrioti de la que procede el héroe nacional de Albania, Skanderbeg.

### 1989-2006
Durante muchos años, el club solo compitió en las divisiones inferiores del fútbol albanés, pero lograron ascender a la Superliga de Albania en 1990 por primera vez. Durante su debut en la máxima categoría, el club terminó en el 12° lugar de 14 equipos participantes con un récord de 12 victorias, 10 empates y 17 derrotas. La temporada siguiente volverían a terminar 2 posiciones arriba del último, en el lugar 14 de 16 equipos, una hazaña que repetirían la siguiente temporada una vez más, pero esta vez el formato de la liga había cambiado y el club descendió en la siguiente temporada a la Kategoria e Parë. El club regresó a la máxima categoría en 1995 después de ganar el título de la Kategoria e Parë de 1994-95 y obtuvieron el ascenso. Sin embargo, esto fue de corta duración, ya que fueron relegados en su primera temporada de vuelta después de terminar en el penúltimo lugar. Tendrían que esperar 10 años para regresar a la Superliga una vez más, ya que lograron el ascenso en la temporada 2004-05 después de terminar 3° en la Kategoria e Parë.

### Historia reciente (2006-2011)
Durante la temporada 2005-06 el club terminó en su mejor posición, el octavo lugar de 12 equipos y aseguró jugar en la máxima categoría otra temporada. En la temporada siguiente descendieron después de perder la promoción y jugar contra el Lushnja por 4-2 en los penaltis tras un empate sin goles. El Kastrioti ascendió de inmediato después de terminar en tercer lugar y llegar a los playoffs para la promoción, donde venció al Partizán de Tirana 1-0 para obtener el ascenso. El club tuvo que aparecer nuevamente en el playoff después de terminar noveno de 12 equipos, pero venció al Lushnja por 1-0 para mantenerse en la máxima categoría. La temporada siguiente, el club terminó octavo, pero evitó por poco el descenso y el descenso por diferencia de goles.

### Actualidad
En el verano de 2011, el Municipio de Krujë vendió el 75% de las acciones del club a Alban Sport, distribuidor exclusivo de Albania en las prendas Adidas y Reebok. El 25% de las acciones restantes del club estaba en manos del Municipio de Krujë. Esto le proporcionó al club más recursos para invertir en el equipo y mantenerse al día con los otros lados de la Superliga que estaban invirtiendo mucho en ese momento. En la temporada 2011-12 resultó ser la campaña más exitosa del club, ya que terminaron en el quinto lugar, solo un lugar detrás de la clasificación a la UEFA Europa League. Volvieron a ser un equipo de la mitad de tabla, terminando octavo de 14 equipos en la temporada 2012-13 y permaneciendo cómodamente en la liga.

## Jugadores

### Mercado de pases
| Gastos: U$S 0 |

| Incorporaciones | Incorporaciones     | Incorporaciones | Incorporaciones        | Incorporaciones | Incorporaciones | Incorporaciones |
| Dorsal          | Jugador             | Posición        | Procedencia            | Tipo            | Costo           | Nota            |
| Verano          | Verano              | Verano          | Verano                 | Verano          | Verano          | Verano          |
| --------------- | ------------------- | --------------- | ---------------------- | --------------- | --------------- | --------------- |
| 12              | Bruno Puja          | Portero         | Besa Kavajë            | Libre.          | € 0             |                 |
| 36              | Leonid Varfi        | Portero         | Sparta Lichtenberg     | Libre.          | € 0             |                 |
| 16              | Nikola Stijepović   | Defensa         | Sutjeska Nikšić        | Libre.          | € 0             |                 |
| 33              | Dajan Shehi         | Defensa         | Teuta Durrës           | Cesión.         | € 0             |                 |
| 66              | David Domgjoni      | Defensa         | Tirana                 | Libre.          | € 0             |                 |
| 5               | Herald Marku        | Mediocampista   | Ludwigsfelder          | Libre.          | € 0             |                 |
| 6               | Juljan Shehu        | Mediocampista   | Paniliakos             | Libre.          | € 0             |                 |
| 10              | Ersil Ymeraj        | Mediocampista   | Kamza                  | Libre.          | € 0             |                 |
| 14              | Patrik Bardhi       | Mediocampista   | Tirana                 | Libre.          | € 0             |                 |
| 20              | Roger               | Mediocampista   | Kukësi                 | Cesión.         | € 0             |                 |
| 23              | Albert Caca         | Mediocampista   | Dinamo Tirana          | Libre.          | € 0             |                 |
| 99              | Henry Okebugwu      | Mediocampista   | Partizán de Tirana     | Cesión.         | € 0             |                 |
| 2               | Preston Tabortetaka | Delantero       | Charlotte Independence | Libre.          | € 0             |                 |
| 15              | Charles Atsina      | Delantero       | Vllaznia Shkodër       | Libre.          | € 0             |                 |
| 18              | Pablo Gállego       | Delantero       | Real Estelí            | Libre.          | € 0             |                 |
| 90              | Alexandros Rahim    | Delantero       | Pelopas Kiatou         | Libre.          | € 0             |                 |
| Invierno        |                     |                 |                        |                 |                 |                 |
| --              | Bandera de ?        |                 | Bandera de ?           | .               |                 |                 |

| Ingresos: U$S 0 |

| Desvinculaciones | Desvinculaciones | Desvinculaciones | Desvinculaciones | Desvinculaciones | Desvinculaciones | Desvinculaciones |
| Dorsal           | Jugador          | Posición         | Destino          | Tipo             | Valor            | Nota             |
| Verano           | Verano           | Verano           | Verano           | Verano           | Verano           | Verano           |
| ---------------- | ---------------- | ---------------- | ---------------- | ---------------- | ---------------- | ---------------- |
| 33               | Alis Boçi        | Defensa          | Agente libre     | Libre.           | € 0              |                  |
| 3                | Mark Dodaj       | Mediocampista    | Veleçiku Koplik  | Libre.           | € 0              |                  |
| 5                | Beqir Shullazi   | Mediocampista    | Agente libre     | Libre.           | € 0              |                  |
| 8                | Fendi Kuka       | Mediocampista    | Agente libre     | Libre.           | € 0              |                  |
| 14               | Endri Muçmata    | Mediocampista    | Agente libre     | Libre.           | € 0              |                  |
| 22               | Dejan Dosti      | Mediocampista    | Agente libre     | Libre.           | € 0              |                  |
| 51               | Ronaldo Kau      | Mediocampista    | Agente libre     | Libre.           | € 0              |                  |
| 71               | Eni Keqi         | Mediocampista    | Agente libre     | Libre.           | € 0              |                  |
| --               | Leudan Goga      | Mediocampista    | Agente libre     | Libre.           | € 0              |                  |
| --               | Ergi Borshi      | Mediocampista    | Vllaznia Shkodër | Libre.           | € 0              |                  |
| --               | Denia Xhaferri   | Mediocampista    | Agente libre     | Libre.           | € 0              |                  |
| --               | Gentian Manuka   | Mediocampista    | Agente libre     | Libre.           | € 0              |                  |
| 16               | Guido Tepshi     | Delantero        | Agente libre     | Libre.           | € 0              |                  |
| --               | Enco Malindi     | Delantero        | Agente libre     | Libre.           | € 0              |                  |
| --               | Ervin Beqiri     | Delantero        | Agente libre     | Libre.           | € 0              |                  |
| --               | Frenkli Nezaj    | Delantero        | Agente libre     | Libre.           | € 0              |                  |
| Invierno         |                  |                  |                  |                  |                  |                  |
| 18               | Pablo Gállego    | Delantero        | Agente libre.    | Libre.           | € 0              |                  |
| 90               | Alexandros Rahim | Delantero        | Egaleo           | Libre.           | € 0              |                  |

| Balance: U$S 0 |

- Actualizado el 27 de diciembre de 2018